# ロベルト・ボラーニョ
ロベルト・ボラーニョ・アバロス（西: Roberto Bolaño Ávalos、1953年4月28日 - 2003年7月15日）はチリの小説家、詩人。
代表作として『通話』『野生の探偵たち』『2666』がある。

## 経歴
チリのサンティアゴ出身。幼少期をロスアンヘレス、バルパライソなどで過ごす。1968年、メキシコに移住。
1973年、サルバドール・アジェンデを支持してチリに帰国。そこで1973年9月11日のチリ・クーデターに巻き込まれ勾留されてしまう。釈放後、再びメキシコへ戻り、アバンギャルド詩の運動を行いながら詩人として活動を始める。
1977年、スペインのカタルーニャ地方に移住。さまざまな職に就きながら詩を書き続ける生活を送る。1984年、友人との共作で最初の小説を発表もしている。
1985年に結婚、90年には長男が誕生する。この頃から懸賞金目当てで様々な文学賞へ小説を送るようになる。1996年、セイス・バラル社から実験的な中編小説『アメリカ大陸のナチ文学』を出版。好意的な書評が出たものの売れ行きは散々な結果だった。しかしこれをきっかけにアナグラマ社がボラーニョに興味を持ち、それ以降の全ての作品をアナグラマ社が手がけることになる。
同じ1996年、『アメリカ大陸のナチ文学』内のひとつのエピソードを中編小説まで膨らませた『はるかな星』を発表。こちらも売り上げは乏しかったが、批評家たちから高評価を受ける。1997年、短編集『通話』を発表。前作以上の売り上げと評価を得る。そして1998年、長編小説『野生の探偵たち』がロムロ・ガジェーゴス賞を受賞するなど成功を収め、次世代のラテンアメリカ文学を担う小説家として注目を浴びる。
その後は、中編小説をいくつか発表しながら大長編小説『2666』の執筆を続けるも、2003年7月、肝不全のため50歳で死去した。
死後、ボラーニョ自身が指名した友人によって遺稿が整理され、『2666』が2004年に出版されると最高傑作と絶賛、2008年に英訳版が出版され全米批評家協会賞を受賞すると、その評価は世界的なものになった。

## 作風・評価
ボラーニョの小説は、それまでのラテンアメリカ文学をイメージづけてきたマジックリアリズムのような手法はほとんど使わず、比較的平易な文体で「売れない作家」のような人生の落伍者がもつ悲哀を、客観的な目線で冷静に描いたものが多い。また、探偵物のようなサスペンスに通ずる内容が多いことも特徴で、中編『はるかな星』、長編『野生の探偵たち』『2666』の大きなプロットは、いずれも「とある作家を探しに行く」というものである。短編集『通話』に収録された「刑事たち」はチリ・クーデターによって投獄された経験が元になっていたり、『野生の探偵たち』の第一部がアヴァンギャルド詩のグループが中心になっているなど、ボラーニョ自身の経験も作品に色濃く反映されている。
現在、ボラーニョはマリオ・バルガス・リョサ、ガブリエル・ガルシア＝マルケス以来の成功を収めた、ラテンアメリカ文学を代表する作家の一人としての地位を確立している。しかし、近年では主に長編における散漫な箇所への指摘など、過剰なまでの評価が見直される動きもある。

## 日本語訳
- 『通話』（松本健二訳、白水社、エクス・リブリス、2009年、改訂版2014年）新版・ボラーニョ・コレクション、解説=いとうせいこう。
- 『野生の探偵たち』（上・下、白水社、エクス・リブリス、柳原孝敦・松本健二訳、2010年）
- 『2666』（野谷文昭・内田兆史・久野量一訳、白水社、2012年）
- 『売女の人殺し』（松本健二訳、白水社、2013年）解説=若島正。以下は「ボラーニョ・コレクション」
- 『鼻持ちならないガウチョ』（久野量一訳、白水社、2014年）解説=青山南
- 『アメリカ大陸のナチ文学』（野谷文昭訳、白水社、2015年）解説=円城塔
- 『はるかな星』（斎藤文子訳、白水社、2015年）解説=鴻巣友季子
- 『第三帝国』（柳原孝敦訳、白水社、2016年）
- 『ムッシュー・パン』（松本健二訳、白水社、2017年1月）
- 『チリ夜想曲』（野谷文昭訳、白水社、2017年10月）

## 作品

### 小説
- Consejos de un discípulo de Morrison a un fanático de Joyce （1984年）
- La pista de hielo （1993年）
- アメリカ大陸のナチ文学　 La literatura nazi en América （1996年）
- はるかな星　 Estrella distante （1996年）
- 通話　 Llamadas telefónicas （1997年） - サンティアゴ市文学賞を受賞
- 野生の探偵たち Los detectives salvajes （1998年） - ロムロ・ガジェーゴス賞、エラルデ賞受賞。
- ムッシュー・パン　Monsieur Pain （1999年）
- チリ夜想曲　Nocturno de Chile （2000年）
- 売女の人殺し　Putas asesinas （2001年）
- Amberes （2002年）
- Una novelita lumpen （2002年）
- 2666 （2004年） - 2008年全米批評家協会賞受賞。

### 詩
- Tres （2000年）
- La universidad desconocida （2007年）
- El secreto del mal （2007年）